# Lars Stemmerik
Lars Stemmerik (født 4. januar 1956 i København) er en dansk geolog ansat som institutleder ved Institut for Geografi og Geologi, Københavns Universitet i 2007. Han fungerede fra 2002 til 2007 som forskningsprofessor i GEUS og var også en overgang ekstern lektor på Roskilde Universitet.
Han er desuden medlem af chefkollegiet for Geocenter København og bestyrelsesmedlem i GEUS. Han har deltaget i flere end 25 ekspeditioner til Nord- og Østgrønland siden 1977 og blev medlem af Det Kongelige Danske Videnskabernes Selskab i 2002. I 2010 blev han valgt som medlem i Carlsbergfondets direktion.

## Uddannelse
- 1982 – Cand.scient. i geologi fra Københavns Universitet
- 1986 – Lic.scient. i geologi fra Københavns Universitet
- 2001 – Dr.scient. i geologi fra Københavns Universitet

## Fodnoter
1. 1 2  CV – Institut for Geografi og Geologi (Webside ikke længere tilgængelig)
2. ↑  Institutleder Lars Stemmerik med i Carlsbergfondets ledelse – Københavns Universitet (Webside ikke længere tilgængelig)